# Liste der Kulturgüter in Seedorf BE
Die Liste der Kulturgüter in Seedorf BE enthält alle Objekte in der Gemeinde Seedorf im Kanton Bern, die gemäss der Haager Konvention zum Schutz von Kulturgut bei bewaffneten Konflikten, dem Bundesgesetz vom 20. Juni 2014 über den Schutz der Kulturgüter bei bewaffneten Konflikten sowie der Verordnung vom 29. Oktober 2014 über den Schutz der Kulturgüter bei bewaffneten Konflikten unter Schutz stehen.
Objekte der Kategorien A und B sind vollständig in der Liste enthalten, Objekte der Kategorie C fehlen zurzeit (Stand: 12. April 2024). Unter übrige Baudenkmäler sind geschützte Objekte zu finden, die im Bauinventar des Kantons Bern als «schützenswert» verzeichnet sind.

## Kulturgüter
| Foto |                                                                                      | Objekt                                                           | Kat. | Typ | Standort                                     | Beschreibung |
| ---- | ------------------------------------------------------------------------------------ | ---------------------------------------------------------------- | ---- | --- | -------------------------------------------- | --- |
| ja   | Datei hochladen · Wikidata zu Lobsigensee (Q664706)                                  | Lobsigensee (CH-BE-05), Archäologische Fundstelle KGS-Nr.: 16540 | A    | F   | Unterdorfstrasse 589318 / 208850             | Teil des UNESCO-Welterbes „Prähistorische Pfahlbauten um die Alpen“ |
| ja   | Datei hochladen · Wikidata zu Ehemaliges Zisterzienserkloster Frienisberg (Q1775243) | Ehemaliges Zisterzienserkloster Frienisberg KGS-Nr.: 01216       | B    | G   | Frienisberg, Bernstrasse 137 591875 / 208450 | Ehemaliges Kloster der Zisterzienserinnen, im Jahr 1131 als Tochterkloster des Klosters Lützel gegründet und heute als Alters- und Pflegeheim genutzt. Von der vierflügeligen Anlage sind nur noch Teile erhalten geblieben, das Klostergeviert um den einstigen Kreuzgang ist aber noch erkennbar. Von der 1531 grösstenteils abgebrochenen Klosterkirche stehen noch das südliche Querhaus und der Glockenturm. |
| ja   | Datei hochladen · Wikidata zu Reformierte Kirche (Q20757783)                         | Reformierte Kirche KGS-Nr.: 01217                                | B    | G   | Kirchgasse 12 590321 / 209255                | Im 12. Jahrhundert auf einem Gräberfeld erbautes Kirchengebäude, zum Teil im romanischen Stil. Geräumige Saalkirche mit polygonal abschliessendem Chor von 1716/17 anstelle des ursprünglichen Rechteckchors. Der 1640 neu errichtete Turm besitzt einen Uhrgiebel und einen Spitzhelm aus der zweiten Hälfte des 19. Jahrhunderts. Im Innern finden sich Reste von Wandmalereien des 13. und 14. Jahrhunderts.   |

## Übrige Baudenkmäler
| ID   | Foto |                                                          | Objekt                          | Typ | Standort                                              | Beschreibung |
| ---- | ---- | -------------------------------------------------------- | ------------------------------- | --- | ----------------------------------------------------- | ------------ |
| 272  | BW   | Datei hochladen                                          | Bauernhaus (1708)               | G   | Wiler bei Seedorf, Hauptstrasse 33 590989 / 210796    |              |
| 406  | BW   | Datei hochladen                                          | Speicher (1752)                 | G   | Wiler bei Seedorf, Brunnmattstrasse 2 590621 / 210434 |              |
| 920  | BW   | Datei hochladen                                          | Speicher (1704)                 | G   | Seedorf, Unterdorf 25b 589983 / 209193                |              |
| 947  | ja   | Datei hochladen · Wikidata zu Herrenstock (Q105967088)   | Herrenstock (1833)              | G   | Seedorf, Bernstrasse 60 590390 / 209394               |              |
| 948  | ja   | Datei hochladen · Wikidata zu Pfarrhaus (Q118322971)     | Pfarrhaus (1545–1547)           | G   | Seedorf, Kirchgasse 8 590335 / 209314                 |              |
| 948  | ja   | Datei hochladen · Wikidata zu Pfrundscheune (Q118323224) | Pfrundscheune (1613)            | G   | Seedorf, Kirchgasse 10 590330 / 209293                |              |
| 1144 | BW   | Datei hochladen                                          | Tilliergut (2. Hälfte 17. Jh.)  | G   | Lobsigen, Müliberg 1 587885 / 208659                  |              |
| 1715 | BW   | Datei hochladen                                          | Bauernhaus (um 1835)            | G   | Elemoosstrasse 40 591182 / 207976                     |              |
| 1723 | BW   | Datei hochladen                                          | Gasthof Hirschen (17. Jh.)      | G   | Frienisberg, Bernstrasse 134 591823 / 208450          |              |
| 1727 | BW   | Datei hochladen                                          | Scheune (1910)                  | G   | Frienisberg, Bernstrasse 136 591819 / 208397          |              |
| 1739 | BW   | Datei hochladen                                          | Ehemaliges Taunerhaus (um 1700) | G   | Försterweg 25 591569 / 207817                         |              |
| 2629 | BW   | Datei hochladen                                          | Speicher (1754)                 | G   | Wiler bei Seedorf, Niggidei 11 590506 / 211603        |              |
| 3018 | BW   | Datei hochladen                                          | Ehemaliges Ofenhaus (17. Jh.)   | G   | Lobsigen, Müliberg 3 587856 / 208615                  |              |
| 3861 | BW   | Datei hochladen                                          | Ehemaliger Gasthof Bären (1828) | G   | Frieswil, Hauptstrasse 27 588364 / 204909             |              |
| 3863 | BW   | Datei hochladen                                          | Bauernhaus (1919)               | G   | Frieswil, Hauptstrasse 20 588375 / 204835             |              |
| 3866 | BW   | Datei hochladen                                          | Speicher (1785)                 | G   | Frieswil, Hauptstrasse 28 588460 / 204883             |              |
| 3872 | BW   | Datei hochladen                                          | Bauernhaus (1892)               | G   | Frieswil, Gässli 1 588341 / 204907                    |              |
| 3873 | BW   | Datei hochladen                                          | Gasthof Doña Flor (1914)        | G   | Frieswil, Hauptstrasse 18 588322 / 204877             |              |
| 3913 | BW   | Datei hochladen                                          | Speicher (1801)                 | G   | Frieswil, Brügi 4 588473 / 204964                     |              |
| 4058 | BW   | Datei hochladen                                          | Bauernhaus (2. H. 18. Jh.)      | G   | Saumweg 3 589131 / 209698                             |              |